# Campeonato Europeu de Halterofilismo de 1935
O 26º Campeonato Europeu de Halterofilismo foi realizado em Paris, na França entre 9 a 10 de novembro de 1935. Foram disputadas cinco categorias.

## Medalhistas
| Evento    | Ouro                     | Ouro     | Prata                          | Prata    | Bronze                            | Bronze   |
| --------- | ------------------------ | -------- | ------------------------------ | -------- | --------------------------------- | -------- |
| 60 kg     | Max Walter · Alemanha    | 297,5 kg | Georg Liebsch · Alemanha       | 295,0 kg | Anton Richter · Áustria           | 285,0 kg |
| 67,5 kg   | Karl Jansen · Alemanha   | 325,0 kg | Robert Fein · Áustria          | 322,5 kg | René Duverger · França            | 312,5 kg |
| 75 kg     | Rudolf Ismayr · Alemanha | 360,0 kg | Heinrich Gottschalk · Alemanha | 345,0 kg | Regis Lepreux · França            | 330,0 kg |
| 82,5 kg   | Louis Hostin · França    | 370,0 kg | Eugen Deutsch · Alemanha       | 357,5 kg | Fritz Haller · Áustria            | 340,0 kg |
| + 82,5 kg | Josef Manger · Alemanha  | 395,0 kg | Ronald Walker · Reino Unido    | 382,5 kg | Václav Pšenička · Tchecoslováquia | 382,5 kg |

## Quadro de medalhas
| Ordem | País            | Medalha de ouro | Medalha de prata | Medalha de bronze | Total |
| ----- | --------------- | --------------- | ---------------- | ----------------- | ----- |
| 1     | Alemanha        | 4               | 3                | 0                 | 7     |
| 2     | França          | 1               | 0                | 2                 | 3     |
| 3     | Áustria         | 0               | 1                | 2                 | 3     |
| 4     | Reino Unido     | 0               | 1                | 0                 | 1     |
| 5     | Tchecoslováquia | 0               | 0                | 1                 | 1     |
| Total | Total           | 5               | 5                | 5                 | 15    |